# Estadio Teslim Balogun
EL Teslim Balogun Stadium es un estadio multiusos ubicado en la ciudad de Lagos, Nigeria. Actualmente se utiliza sobre todo para los partidos de fútbol y sirve como campo de juego del First Bank FC de la Liga Premier de Nigeria. El estadio tiene capacidad para 24 325 personas y se sienta al lado del Estadio Nacional de Lagos. Este se terminó en 2007, tardó 23 años en construirse y costó más de 1.3 millones de dólares. Comenzó en 1984 bajo la administración del gobernador militar Gbolahan Mudasiru, la construcción continua estancado bajo regímenes militares y el estadio se convirtió en un elefante blanco.
En 2009 el estadio fue utilizado para albergar partidos de la Copa Mundial de Fútbol Sub-17 de 2009.